# Протипіхотна зброя

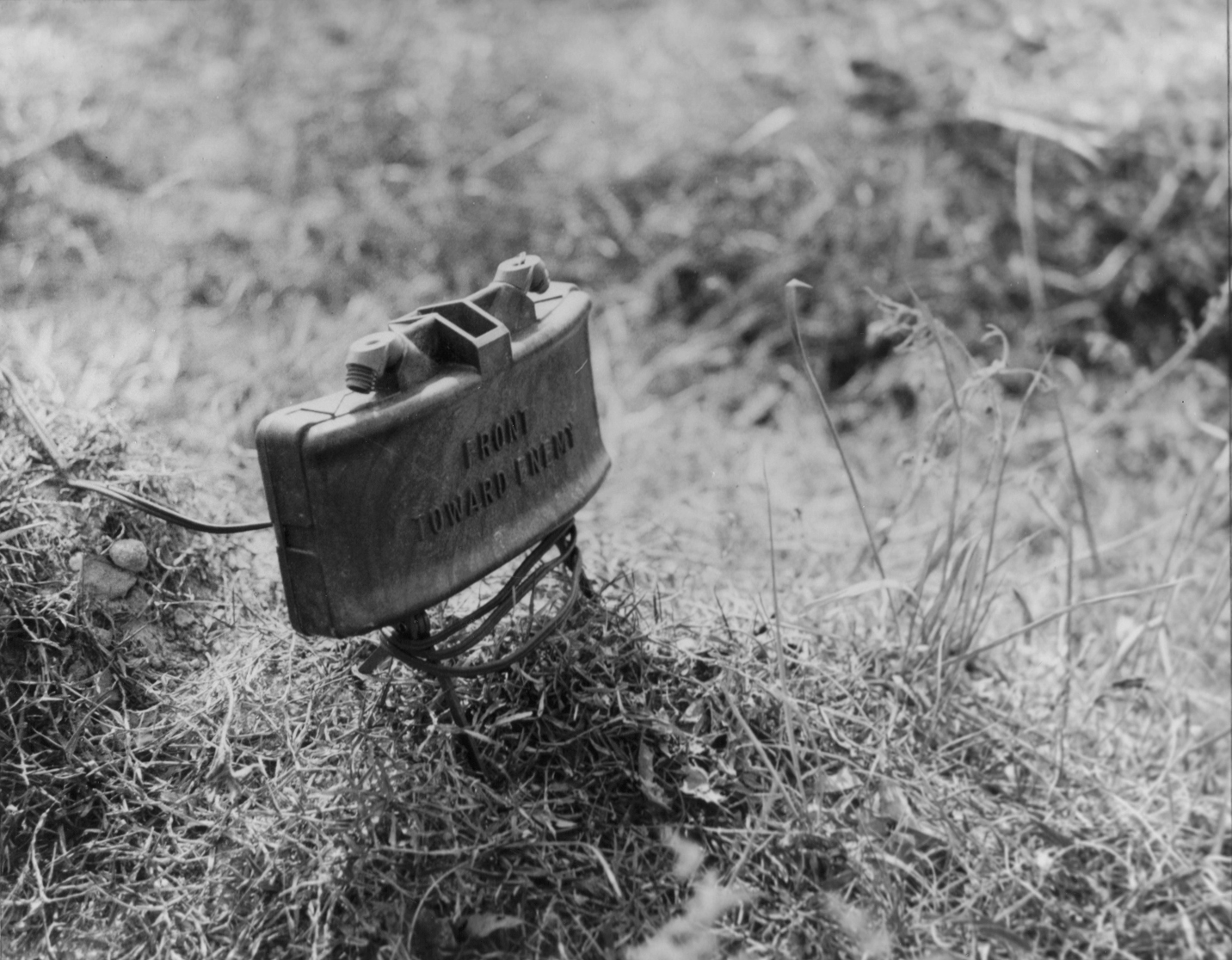
Коли підривається американська протипіхотна міна M18А1 Claymore, вона викидає 700 металевих кульок, що летять на високій швидкості. Ці кулі можуть вбити або серйозно поранити будь-кого в радіусі 100 метрів.

Протипіхотна зброя — це зброя, яка в основному використовується для калічення або вбивства піхоти та іншого персоналу, що не має броні, на відміну від атак на споруди чи транспортні засоби чи полювання на дичину. Розвиток оборонних фортифікацій і бойових машин породив зброю, розроблену спеціально для їх атак, і, отже, виникла необхідність розрізняти ці системи та системи, призначені для атаки на людей. Наприклад, протипіхотна міна розривається на дрібні та гострі осколки, які розривають м’язову тканину, але мало впливають на металеві поверхні, тоді як протитанкові міни мають значно іншу конструкцію, використовуючи набагато більшу силу вибуху, щоб завдати шкоди бойовим броньованим машинам, або використовувати снаряди, сформовані вибухом, щоб пробити броню.